# 박성근 (배우)
박성근(1971년 5월 2일 ~ )은 대한민국의 배우이다.

## 학력
- 서울예술대학 연극과

## 출연작

### 영화
- 1989년 영화 《새앙쥐 상륙작전》 ... 남학생 1 역
- 2001년 영화 《고양이를 부탁해》 ... 박 대리 역
- 2002년 영화 《버스, 정류장》 ... 윤수 역
- 2002년 영화 《결혼은 미친 짓이다》 ... 연희 남편 역
- 2002년 영화 《울랄라 씨스터즈》 ... CF 감독
- 2003년 영화 《이중간첩》 ... 시민회관 사회자 역
- 2003년 영화 《국화꽃 향기》 ... 남 작가 역
- 2005년 영화 《초승달과 밤배》 ... 삐에로 역
- 2011년 영화 《의뢰인》 ... 순찰대원 역
- 2011년 영화 《오직 그대만》 ... 안과의사 역
- 2012년 영화 《댄싱퀸》 ... 방송국 PD 역
- 2012년 영화 《남영동1985》 ... 형사 1 역
- 2013년 영화 《더 파이브》 ... 전화 남 3 역 (목소리 출연)
- 2013년 영화 《변호인》 ... 사법서사 1 역
- 2014년 영화 《방황하는 칼날》 ... 감사과 1 역
- 2014년 영화 《제보자》 ... 피디추적 PD 2 역
- 2015년 영화 《내부자들》 ... 감찰검사 역
- 2015년 영화 《탐정: 더 비기닝》 ... 이 팀장 역
- 2016년 영화 《작은형》 ... 창수 역
- 2017년 영화 《더 킹》 ... 엄현기 비서 역
- 2018년 영화 《목격자》 ... 다큐멘터리 진행자 역 (특별출연)
- 2018년 영화 《협상》 ... 작전관 역
- 2019년 영화 《백두산》 ... 각료 2 역
- 2020년 영화 《남산의 부장들》 ... 강창수 역
- 2020년 영화 《결백》 ... 로펌 대표 역 (특별출연)
- 2020년 영화 《사라진 시간》 ... 교장 역 (우정출연)
- 2021년 영화 《강릉》 ... 조방현 역
- 2023년 영화 《교섭》 ... 비서실장 역
- 2023년 영화 《카운트》 ... 대한체육회 이사장 역 (특별출연)
- 2022년 영화 《보호자》 ... 큰 형님 역 (특별출연)
- 2024년 영화 《시민덕희》 ... 지능팀 팀장 역 (특별출연)
- 2024년 영화 《결혼, 하겠나?》 ... 한철용 역
- 2024년 영화 《히든 페이스》 ... 사무장 역

### 드라마
- 《내게 거짓말을 해봐》 (SBS, 2011년) - 박물관 관장 역
- 《여제》 (E채널, 2011년) - 위기철 실장 역
- 《응급남녀》 (tvN, 2014년) - 안영필 역
- 《미스터 백》 (MBC, 2014년) - 윤 집사 역
- 《미세스 캅》 (SBS, 2015년) - 윤형석 실장 역
- 《엄마》 (MBC, 2015년)
- 《풍선껌》 (tvN, 2015년) - 고상규 역
- 《라이더스: 내일을 잡아라》 (E채널 & 드라마큐브, 2016년)
- 《내 사위의 여자》 (SBS, 2016년) - 구민식 역
- 《피리부는 사나이》 (tvN, 2016년) - 강홍석 전무 역
- 《미세스 캅 2》 (SBS, 2016년) - 윤형석 실장 역
- 《원티드》 (SBS, 2016년) - 고형준 역
- 《끝에서 두번째 사랑》 (SBS, 2016년) - 한정식 역
- 《초인가족 2017》 (SBS, 2017년) - 민규석 역
- 《수상한 파트너》 (SBS, 2017년) - 바바리맨 판사 역
- 《비밀의 숲》 (tvN, 2017년) - 강원철 역
- 《조작》 (SBS, 2017년)
- 《이번 생은 처음이라》 (tvN, 2017년)
- 《밥상 차리는 남자》 (MBC, 2017년) - 송세준 역
- 《의문의 일승》 (SBS, 2017년) - 곽영재 역
- 《우리가 만난 기적》 (KBS2, 2018년) - 우장춘 역
- 《스케치》 (JTBC, 2018년) - 오진우 역
- 《내 아이디는 강남미인》 (JTBC, 2018년) - 도상원 역
- 《나인룸》 (tvN, 2018년) - 이상희 역 (특별출연)
- 《미스 마 - 복수의 여신》 (SBS, 2018년) - 성재덕 감독 역
- 《남자친구》 (tvN, 2018년) - 최진철 역
- 《닥터 프리즈너》 (KBS2, 2019년) - 김만철 역
- 《열여덟의 순간》 (JTBC, 2019년) - 이관용 역
- 《17세의 조건》 (SBS, 2019년) - 박성근 역
- 《VIP》 (SBS, 2019년) - 하재웅 역
- 《출사표》 (KBS2, 2020년) - 이대철 역
- 《비밀의 숲 2》 (tvN, 2020년) - 강원철 역
- 《사생활》 (JTBC, 2020년) - 차현태 역
- 《미치지 않고서야》 (MBC, 2021년) - 공정필 역
- 《라켓소년단》 (SBS, 2021년)  - 정지성 역 (특별출연)
- 《키스 식스 센스》 (Disney+, 2022년) - 제우기획 부대표 역
- 《인사이더》 (JTBC, 2022년) - 홍상욱 역
- 《사랑의 이해》 (JTBC, 2022년) - 박대성 역
- 《모범택시 2》 (SBS, 2023년) - 김형섭 역
- 《DNA 러버》 (TV조선, 2024년) - 심성훈 역
- 《경성크리처 시즌 2》 (Netflix, 2024년) - 신지오 역
- 《좋거나 나쁜 동재》 (TVING, 2024년) - 강원철 역
- 《화려한 날들》 (KBS2, 2025년) - 박진석 역

### 광고
- 에쓰오일 - "좋은 기름으로 으라차차!" 꽃중년편 (2018년)